# Julián Horta
Julián Stiven Horta Acevedo (Puerto Camelia, 15 agosto 1999) è un lottatore colombiano, specializzato nella lotta greco-romana.

## Biografia
Ha rappresentato la Colombia ai Giochi olimpici estivi di Tokyo 2020 classificandosi 17º nel torneo di lotta greco-romana 67 kg.
Ai campionati panamericani di Acapulco 2022 ha ottenuto il titolo continentale nella lotta greco-romana 67 kg, precedendo sul podio il brasiliano Kenedy Pedrosa, il dominicano Enyer Feliciano e il peruviano Nilton Soto.

## Palmarès
| Anno | Manifestazione                  | Sede                | Evento                   | Risultato | Note |
| ---- | ------------------------------- | ------------------- | ------------------------ | --------- | ---- |
| 2016 | Campionati panamericani cadetti | Lima                | Lotta greco-romana 58 kg | Argento   |      |
| 2016 | Campionati panamericani cadetti | Lima                | Lotta libera 63 kg       | 8º        |      |
| 2017 | Campionati panamericani junior  | Lima                | Lotta greco-romana 60 kg | Bronzo    |      |
| 2017 | Campionati panamericani junior  | Lima                | Lotta libera 60 kg       | Bronzo    |      |
| 2018 | Campionati panamericani         | Lima                | Lotta greco-romana 67 kg | 10º       |      |
| 2018 | Giochi sudamericani             | Cochabamba          | Lotta greco-romana 67 kg | 4º        |      |
| 2018 | Campionati panamericani junior  | Fortaleza           | Lotta greco-romana 67 kg | Argento   |      |
| 2019 | Campionati panamericani junior  | Città del Guatemala | Lotta greco-romana 67 kg | Bronzo    |      |
| 2020 | Campionati panamericani         | Ottawa              | Lotta greco-romana 67 kg | 5º        |      |
| 2021 | Giochi olimpici                 | Tokyo               | Lotta greco-romana 67 kg | 17º       |      |
| 2021 | Mondiali U23                    | Belgrado            | Lotta greco-romana 67 kg | 19º       |      |
| 2022 | Campionati panamericani         | Acapulco            | Lotta greco-romana 67 kg | Oro       |      |

## Altre competizioni internazionali
2021
- Oro nei 67 kg nel Torneo americano di qualificazione olimpica ( Ottawa)